# Краковское восстание (1846)

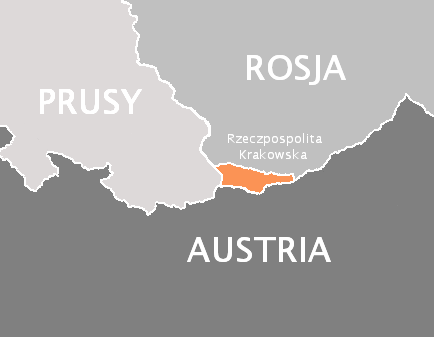
Карта Вольного города Кракова

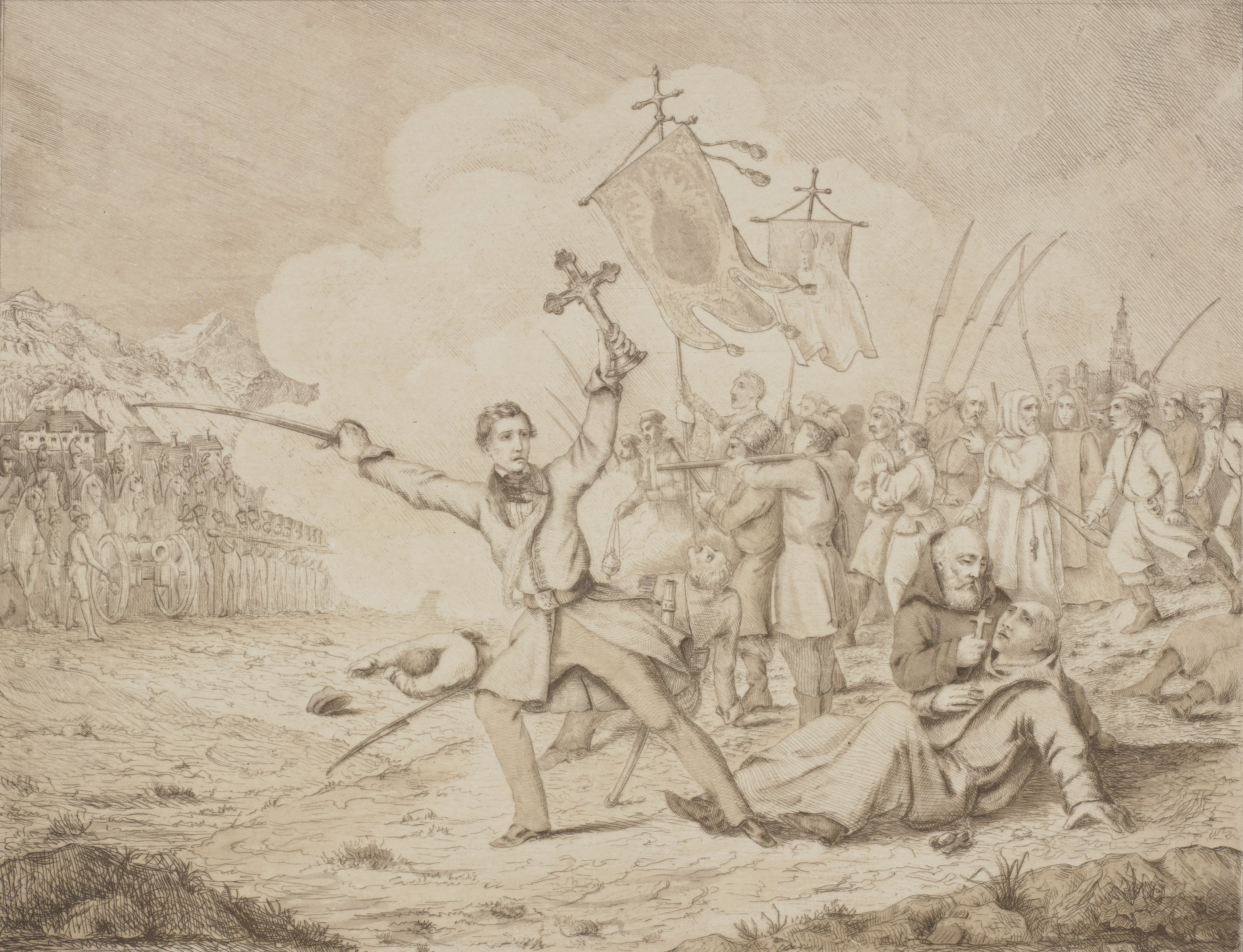
Эдвард Дембовский во время крестного хода 27 февраля 1846 года

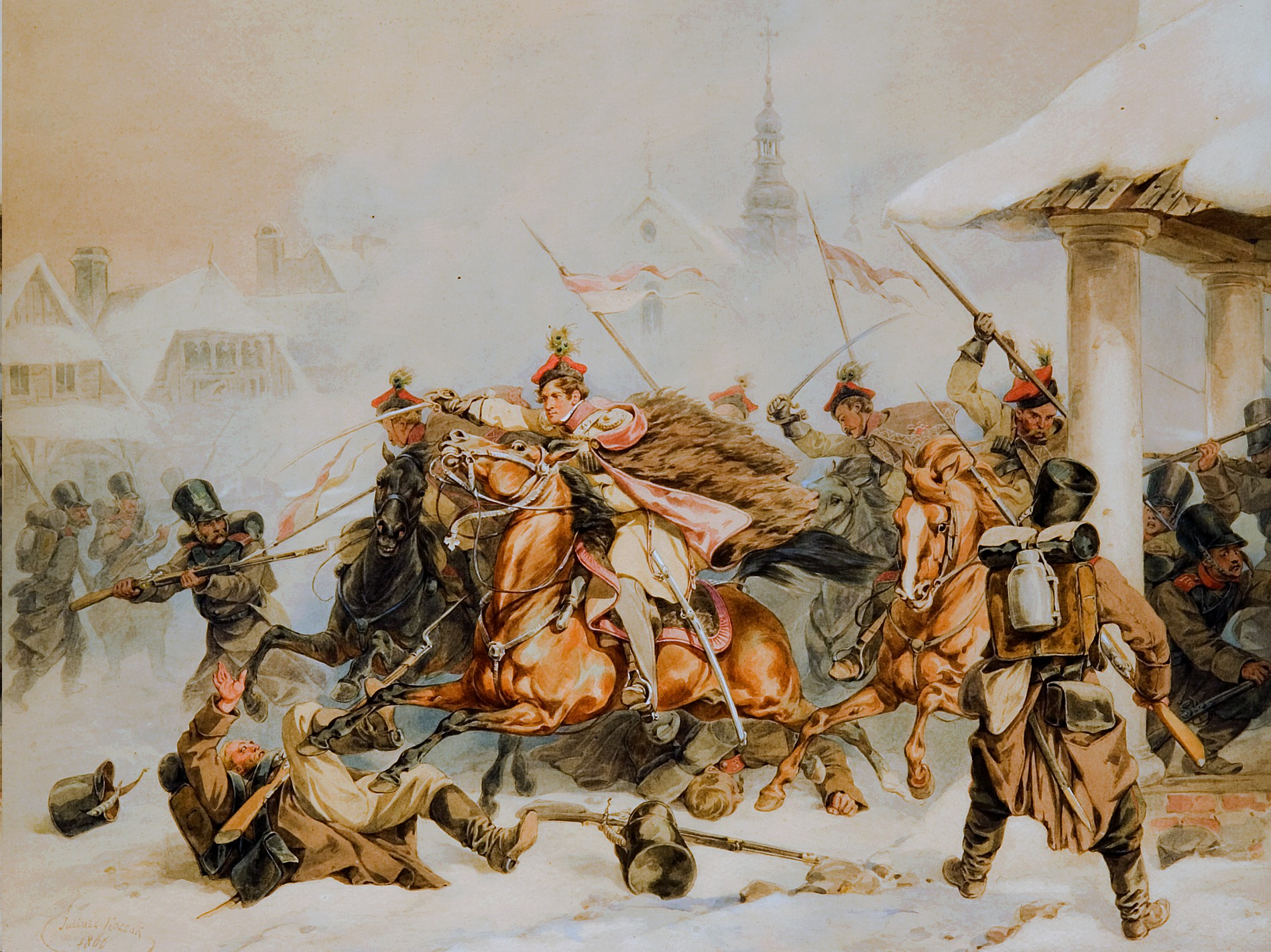
Атака краковских повстанцев на русский отряд около села Прошовице, 1846 год. Картина Юлиуша Коссака

Краковское восстание (пол. Powstanie krakowskie) — восстание, которое состоялось в Вольном городе Кракове с 21 февраля по 4 марта 1846 года. Краковское восстание 1846 года стало одним из элементов общего польского восстания на территории Великой Польши, Вольного города Кракова, Галиции и Конгрессовой Польши против Австро-Венгрии, Пруссии и Российской империи.

## История
После череды неудачных восстаний первой половины XIX века польские заговорщики решили агитировать польских крестьян, чтобы те стали участвовать в национально-освободительном движении. В обмен на участие в борьбе за независимость заговорщики, большинство которых были польскими интеллигентами, обещали передать крестьянам землю в их собственность. Агитацией крестьян занялась небольшая группа польской интеллигенции, самым известным из которой был польский литературный критик и философ Эдвард Дембовский. По инициативе эмигрантского Польского демократического общества в Польше был организован заговор, руководители которого планировали поднять общее польское восстание в начале 1846 года. В январе 1846 года был создан Национальный Совет Польской Республики, состоящий из Кароля Либельта из Познани, Лювика Гожковского из Кракова и Яна Тыссовского из Галиции. В январе 1846 года был арестован прусскими властями Кароль Либельт вместе с другими семьюдесятью заговорщиками, в том числе с Людвиком Мерославским. Аресты заговорщиков также произошли во Львове.
Из-за ареста заговорщиков в Восточной Пруссии и после неудачных операций в Царстве Польском восстание ограничилось только территорией Вольного города Кракова. В конце 1845 года Эдвард Дембовский и Теофил Барвинский организовали в Кракове повстанческий комитет, состоящий из польской шляхты и интеллигенции.
18 февраля 1846 года в Краков вошёл небольшой австрийский отряд. 20 февраля в доме торговца Марселя Мышковского было провозглашено начало восстания в ночь с 21 на 22 февраля 1846 года. В Кракове вспыхнули бои, после чего австрийские войска отошли от города. 24 февраля в Кракове был сформирован «Rząd Narodowy Rzeczypospolitej Polskiej» (Национальный совет Польской Республики), который выпустил «Манифест Национального правительства». Манифест призывал польское крестьянство к восстанию, обещая ликвидировать сословия и дать землю крестьянам. Председателем Национального правительства был Ян Тыссовский.

### Развитие восстания
21 февраля 1846 года группа вооруженных повстанцев из Бжозува под предводительством Теофила Осташевского отправилась на город Санок. Группа Феликса Урбанского и Юлиана Гослара была задержана в селе Хачув и под арестом отправлена в Санок. Группа Ежи Булгарына атаковала Санок со стороны Лупковского перевала.
Повстанцы из южной части саноцкого региона отправились в сторону Кракова тремя группами: из сёл Цисна через Балигруд, Литовска и Устшика-Дольнего. 180 участников восстания собралось в Ухерце. В эту группу присоединились крестьяне с окрестных сёл и она отправилась в сторону села Захутынь, где вступила в бой с австрийским отрядом. Не получив поддержки с севера, эта группа отошла в Венгрию.
Группа Францишека Волянского отправилась на Ясло; по пути в этот город группа вступила в сражение с австрийскими отрядами и потерпела поражение.
Представитель эмигрантского Польского демократического общества Йозеф Капусьцинский со своей группой атаковал австрийского старосту в Пильзно.
22 февраля 1846 года Краков был освобождён от австрийской власти. К краковским повстанцам присоединилось около 6 тысяч человек, но из-за отсутствия оружия осталось только около двух тысяч. 26 февраля 1846 года состоялся единственный бой краковских повстанцев и австрийских войск под управлением полковника Людвига фон Бенедека. К австрийцам присоединился небольшой отряд из местных крестьян.
После поражения краковского повстанческого подполья, Эдвард Дембовский 27 февраля отправился с крестным ходом под хоругвями к крестьянам, которые были на стороне австрийских войск. Дорогу процессии преградило австрийское войско и раздались выстрелы, после которых Эдвард Дембовский был убит.

## Последствия восстания
Гибель Эдварда Дембовского стала окончанием восстания в Кракове. 1 марта австрийские войска стояли перед городом и требовали его сдачи. 3 марта группа Яна Тыссовского покинула Краков и отошла в сторону Пруссии.
До Краковского восстания австрийские власти спровоцировали галицийских крестьян против польских землевладельцев. 19 февраля состоялась так называемая Галицийская резня, во время которой крестьяне убили около 3 тысяч польских землевладельцев. После галицийской резни польские повстанцы перестали надеяться на крестьянское участие в национально-освободительной борьбе.
Ян Тыссовский вместе с 1500 повстанцами был выдан Пруссии российскими властями. В Пруссии было осуждено 254 человека, в основном к различным срокам заключения, а 8 человек из них были приговорены к смертной казни.
3 марта в Краков вошли русские экспедиционные силы и 7 марта — австрийские. В Республике был распущен Сенат и вместо него учреждён «Временный административный гражданско-военный совет Вольного города» (пол. Tymczasowa Rada Administracyjna Cywilno-Wojskowa Wolnego Miasta). Было арестовано около 1200 горожан, подозревавшихся в участии в восстании. Около ста человек были осуждены на пожизненное заключение. 16 ноября 1846 года Краков утратил свой статус вольного города и был включён в состав Австрийской империи под названием Великое княжество Краковское.